# Condado de Loving
O Condado de Loving (em inglês:  Loving County) é um dos 254 condados do estado americano do Texas. A sede e única povoação do condado é Mentone. Foi fundado pela primeira vez em 1893 e depois novamente em 1931.
O condado tem uma área de 1 753 km², dos quais 20 km² estão cobertos por água, uma população de 82 habitantes, e uma densidade populacional de 0,05 hab/km² (segundo o censo nacional de 2010). É o segundo menos populoso condado dos Estados Unidos e o menos populoso do Texas.